# Соллогуб, Мария Фёдоровна
Графиня Мари́я Фёдоровна Соллогу́б, в девичестве — Сама́рина (15 апреля 1821, Петербург — 16 марта 1888, Москва) — тверская помещица, жена графа Льва Соллогуба, сестра славянофила Юрия Самарина.

## Биография
Родилась в Санкт-Петербурге 15 апреля 1821 года в богатой и родовитой дворянской семье Фёдора Васильевича и Софьи Юрьевны Самариных, крестница императрицы Марии Фёдоровны, получила хорошее домашнее образование. Была знакома и общалась с Пушкиным и Гоголем.

Её родными братьями были общественные деятели Дмитрий, Николай и Юрий Самарины. Не будучи яркой красавицей, она, однако, своим прекраснодушием и своей мягкостью, женственностью, обаянием и умом притягивала к себе окружающих и пленяла сильный пол. По воспоминаниям известного русского ученого и общественного деятеля Б. Н. Чичерина Мария Фёдоровна была блестяще образованная светская собеседница:
Это была одна из самых достойных женщин, каких я встречал в жизни. И ум, и сердце, и характер, все в ней было превосходно. Она имела самаринский тип, волосы рыжеватые, лицо умное и приятное. Образование она получила отличное и, когда хотела, умела вести блестящий светский разговор, приправленный свойственным семье юмором и иронией, однако без всякой едкости и язвительности. Но обыкновенный её разговор был серьёзный; ум был твердый, ясный и основательный … Одаренная мягким и любящим сердцем, всецело преданная своим обязанностям, она никогда не думала о себе и всю жизнь свою жила для других. … А, между тем, немного счастливых минут довелось ей испытать в жизни.
В мужья Самариной прочили Сергея Волкова и Андрея Карамзина, по замечанию современника, последнему  «она нравилась, как нравилась всем в Петербурге». Графиня С. И. Соллогуб желала женить на ней своего сына Льва. В ноябре 1846 года, по настоянию своих родителей, в первую очередь своего отца — человека с сильным, а порой и крутым характером, Мария Самарина вышла замуж за графа Льва Александровича Соллогуба (1812—1852), советника русского посольства в Вене, старшего брата известного русского писателя Владимира Александровича Соллогуба.
Лев Соллогуб имел репутацию «скромного, простого человека, который не заимствовал ни утончённости в манерах своего отца, ни глупой кичливости аристократизма своего брата». Однако, брак Марии Фёдоровны не был счастливым. Почти сразу после свадьбы у мужа проявились признаки таившейся в нем болезни и он впал в состояние умопомрачения. Мария Фёдоровна несколько лет прожила таким образом, что нянчилась с мужем; а после его смерти все её заботы обратились на единственного сына, над которым она ежеминутно дрожала, боясь проявления в нем отцовской болезни.
Её сын — Фёдор Львович Соллогуб (1848—1890) — известный русский художник, работавший в основном в театре, а также выступавший как актёр и поэт-любитель. Помня свою молодость, Марья Федоровна не препятствовала его браку по любви на баронессе Наталье Боде (1851—1915; дочери М. Л. Боде). «Умная и красивая, но сухая и своенравная невестка, — как заметил современник, — делала всё, что от неё зависело, чтобы огорчать свекровь».
Недолго прожив с ними, Марья Федоровна оставила Москву и поселилась в Серпухове, недалеко от которого было её имение Рождествено-Телятьево. Там она основала приют и школу и всецело предалась этому взлелеянному ею учреждению, которое шло отлично под непосредственным её управлением. Также известно, что она содержала Андреевское училище в Бежецком уезде Тверской губернии.  Нередко она приезжала к братьям в Москву, где 16 марта 1888 года умерла от пупочной грыжи и была похоронена в Даниловом монастыре.
Пайщица Московского купеческого банка, графиня Соллогуб была женщиной состоятельной. С 1857 года ей принадлежала бывшая демидовская усадьба в Большом Толмачёвском переулке, которую она продала в 1882 году за 100 тыс. 500 руб. серебром Московскому учебному округу, разместившему в ней (со 2 сентября 1882 года) Московскую 6-й гимназию.